# NGC 2777
NGC 2777 је спирална галаксија у сазвежђу Рак која се налази на NGC листи објеката дубоког неба.
Деклинација објекта је + 7° 12' 26" а ректасцензија 9h 10m 41,8s. Привидна величина (магнитуда) објекта NGC 2777 износи 13,1 а фотографска магнитуда 13,9. NGC 2777 је још познат и под ознакама UGC 4823, MCG 1-24-6, CGCG 34-8, NPM1G +07.0176, IRAS 09080+0724, PGC 25876.